# Transparent (Banner)

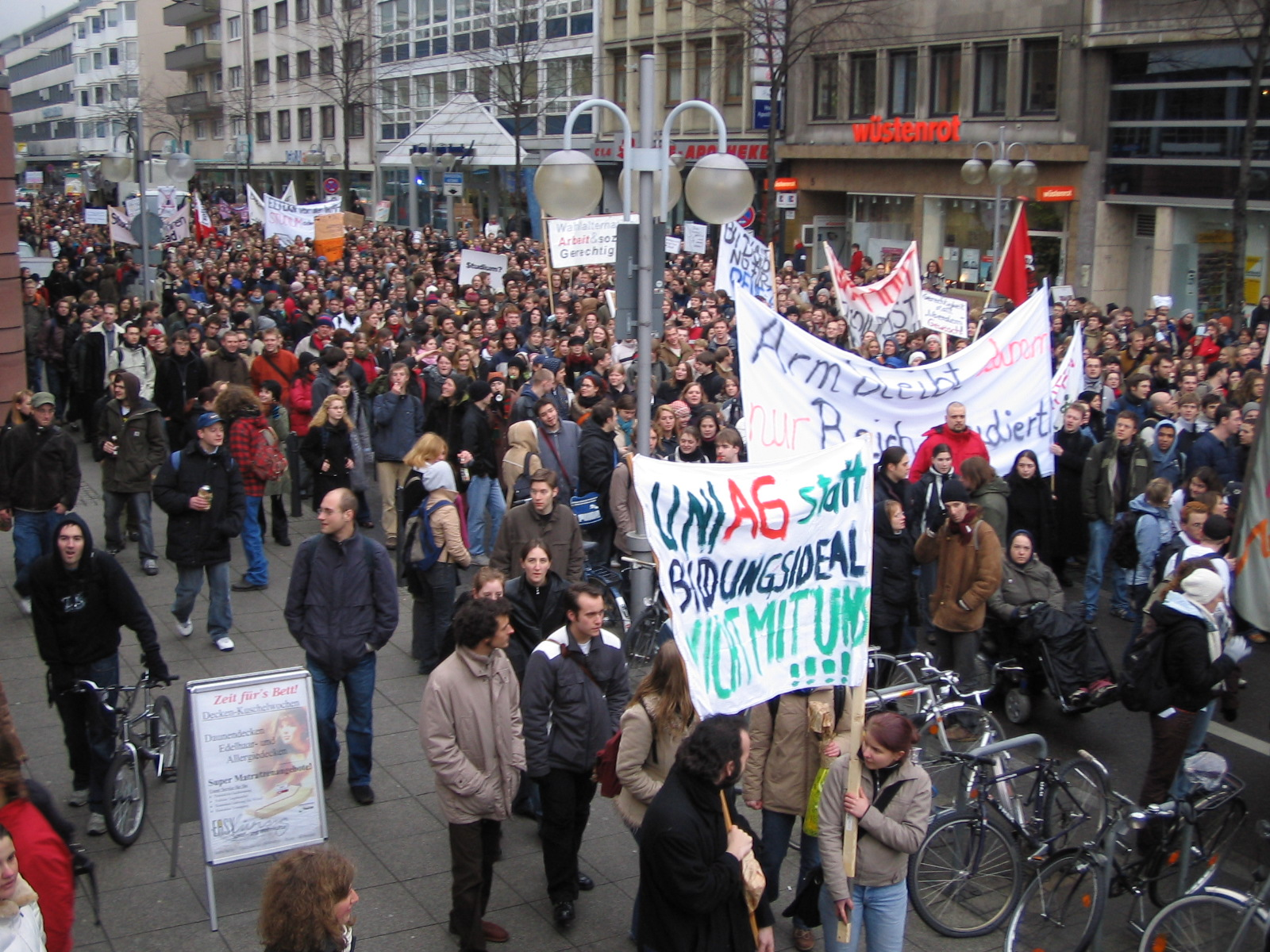
Transparente als an Holzstangen hochgehaltene selbstbemalte Stoffstücke (Beispiel Studentendemonstration)

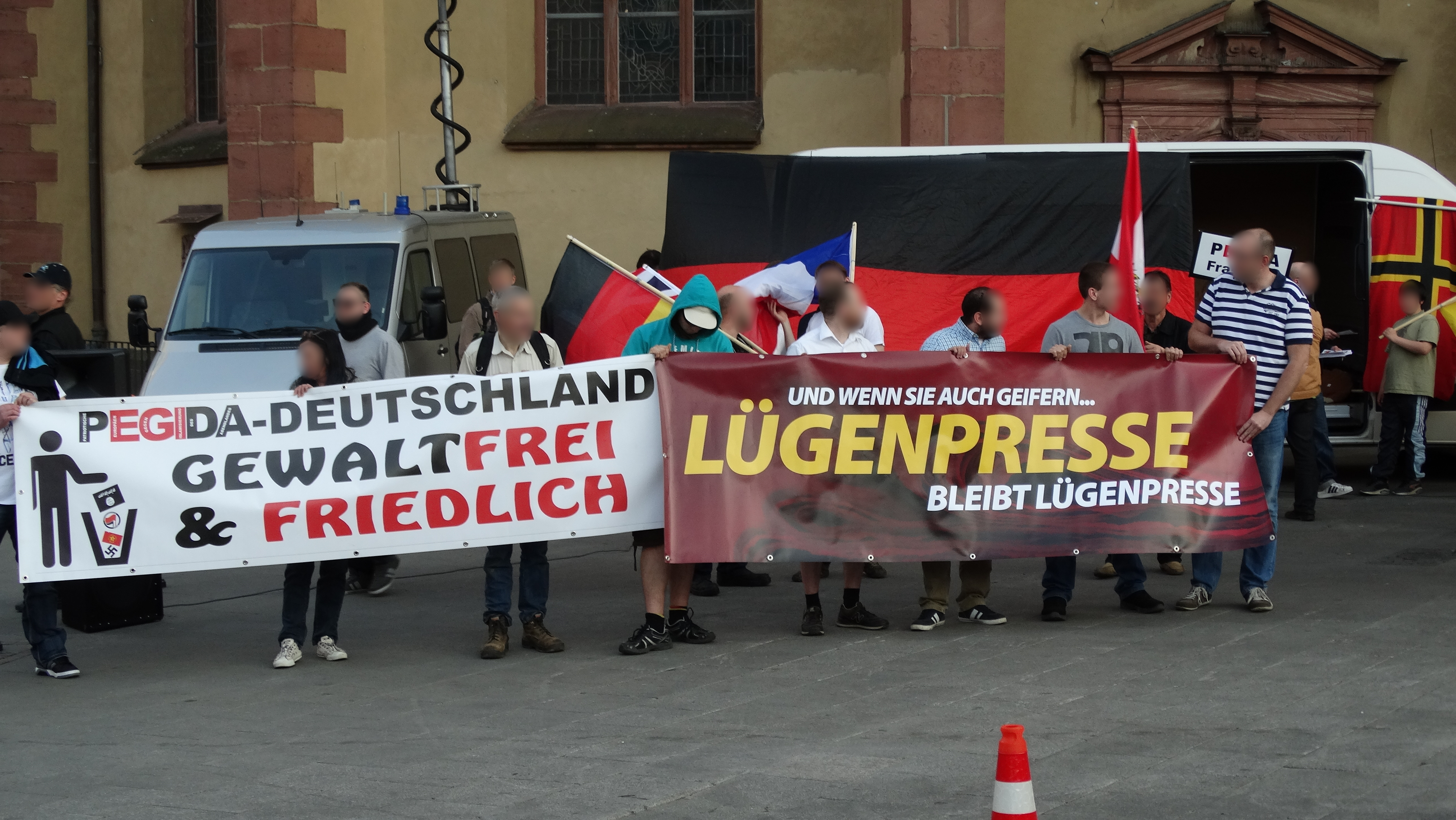
Transparente als professionell hergestellte in Händen gehaltene Banner (Beispiel Pegida-Veranstaltung)

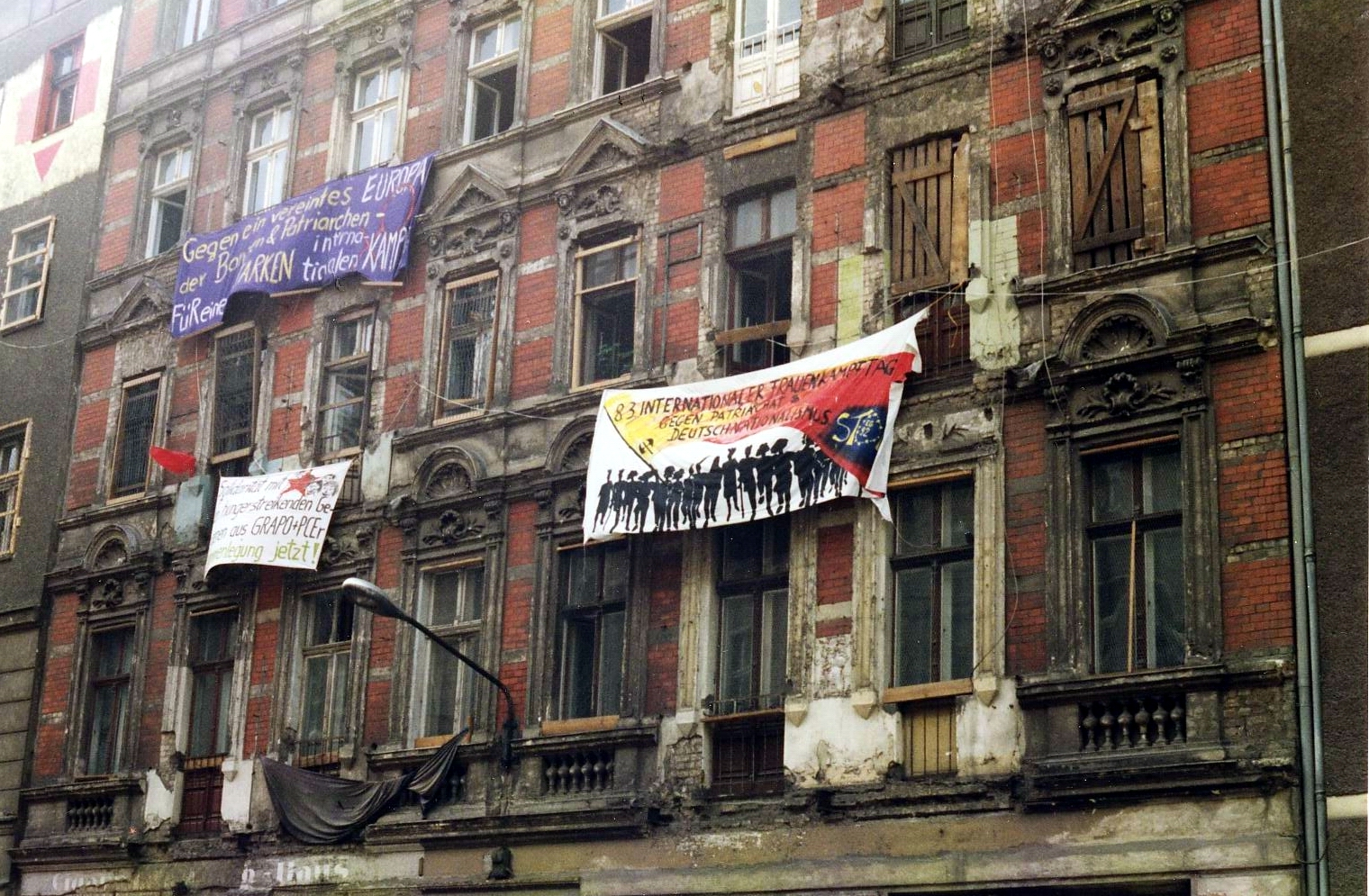
Transparente an der Fassade eines besetzten Hauses

Ein Transparent (kurz Transpi) ist ein Medium, das auf Demonstrationen oder anderen Massenveranstaltungen verwendet wird, um plakativ Meinungen kundzutun. Meist bestehen sie aus einem Stück Stoff, das vor oder neben der Demonstration getragen oder mit Hilfe von Stangen über den Köpfen der Demonstranten gehalten wird. Bei unbewegten Demonstrationen, wie Mahnwachen und Sitzblockaden, werden Transparente auch gerne an Bäumen, Straßenlaternen oder Ampeln usw. befestigt oder zur dauerhaften Meinungsäußerung an Hausfassaden angebracht, was häufig an besetzten Häusern zu sehen ist.
Eng verwandt mit dem politisch motivierten Transparent finden sich auch die Begriffe Spruchband und Banner. Transparente, Spruchbänder und Banner können von Demonstrationsteilnehmern – mehr oder weniger spontan – selbst angefertigt sein. Oft werden sie aber auch vom interessierten Veranstalter beschafft und den Teilnehmern, ggf. nur temporär, zur Verfügung gestellt.

## Herkunft
Ursprünglich bezeichnete Transparent ein Leuchtbild, also ein auf durchscheinendem Material aufgetragenes, von hinten erleuchtetes Bild, später dann beleuchtete Werbetafeln und Ähnliches, schließlich ging der Begriff über auf mit Parolen beschriftete Plakate und Banner bei Demonstrationen.

## Rechtliches

### Deutschland
In einigen Bundesländern (unter anderem Berlin) werden Transparente, die längs des Aufzuges getragen werden (Seitentransparente), durch den Auflagenbescheid fast immer auf maximal 150 Zentimeter Länge begrenzt. Auch das Verknoten von Transparenten oder das Einziehen von Seilen in diese ist meist untersagt. Dies soll den Polizeikräften einen leichteren Zugang zu der Demonstration ermöglichen, um gegebenenfalls Straftäter aus der Versammlung heraus festzunehmen.